# George Cole
George Edward Cole (Tooting, Surrey, 22 de abril de 1925-Reading, Berkshire, 5 de agosto de 2015) fue un actor británico, cuya carrera se extendió por más de 70 años, era conocido por interpretar a Arthur Daley en el show de drama Minder.

## Primeros años
Cole nació en Tooting, Londres. Fue dado en adopción a los diez días de nacido y adoptado por George y Florence Cole, Asistió a una secundaria cercana a Morden

## Carrera
A los 15 años, Cole formó parte del elenco de la película Cottage to Let (1941), junto al actor escocés Alastair Sim

## Vida personal
Cole se casó 2 veces, primero con la actriz Eileen Moore (1954-1962, divorciado) y después con la actriz Penny Morrell (1967-2015, su muerte). Cole tuvo 4 hijos, dos de cada matrimonio. 
Fue investido como un oficial en la Orden del Imperio Británico en 1992.
Residió cerca de 70 años en Stoke Row, Oxfordshire. Su autobiografía, The World Was My Lobster, fue publicada en 2013.

## Fallecimiento
Cole falleció el 5 de agosto de 2015 en el Hospital Royal Berkshire en Reading, Berkshire, a los 90 años, tras una breve enfermedad.

## Filmografía
| - Cottage to Let (1941) - Those Kids from Town (1942) - The Demi-Paradise (1943) - Henry V (1944) - Journey Together (1946) - My Brother's Keeper (1948) - Quartet (1948) - The Spider and the Fly (1949) - The Happiest Days of Your Life (1950) - Gone to Earth (Estados Unidos: The Wild Heart, 1950) - Morning Departure (1950) - Laughter in Paradise (1951) - Flesh & Blood (1951) - Lady Godiva Rides Again (1951) - Scrooge (1951) - The Happy Family (1952) - Who Goes There! (1952) - Top Secret (1952) - Folly to Be Wise (1953) - Our Girl Friday (1953) - Will Any Gentleman...? (1953) - The Intruder (1953) - The Clue of the Missing Ape (1953) - The Belles of St Trinian's (1954) - An Inspector Calls (1954) - Happy Ever After (1954) - Where There's a Will (1955) | - A Prize of Gold (1955) - The Constant Husband (1955) - The Adventures of Quentin Durward (1955) - It's a Wonderful World (1956) - The Anatomist (TV, 1956) - The Green Man (1956) - The Weapon (1956) - Blue Murder at St Trinian's (1957) - Too Many Crooks (1959) - The Bridal Path (1959) - Don't Panic Chaps! (1959) - The Bridal Path (1959) - The Pure Hell of St Trinian's (1960) - Dr. Syn, Alias the Scarecrow (1963) - Cleopatra (1963) - One Way Pendulum (1964) - The Great St Trinian's Train Robbery (1966) - The Caramel Crisis (1966) - The Green Shoes (1968) - A Man of our Times (1968) - The Vampire Lovers (1970) - Fright (1971) - Take Me High (1973) - El pájaro azul (1976) - The Sweeney (1976) - Deadline Auto Theft (1983) | - Blott on the Landscape (TV, 1985) - Minder on the Orient Express (TV, 1985) - The End of Innocence (1990) - Root Into Europe (TV, 1992) - My Good Friend (TV, 1995-6) - An Independent Man (TV, 1996) - El secreto de Mary Reilly (1996) - The Ghost of Greville Lodge (2000) - Marple (2007) - Heartbeat (2008) - Los asesinatos de Midsomer (2008) - Road Rage (2015) |